# Marjaleena Lembcke
Marjaleena Lembcke-Heiskanen (* 4. Februar 1945 in Kokkola, Finnland; † 6. Juli 2025) war eine Schriftstellerin.
Marjaleena Heiskanen studierte Theaterwissenschaften in Finnland und zog 1967 nach Deutschland. Von 1972 bis 1975 studierte sie Bildhauerei an der Kunstakademie Münster. Ihre ersten literarischen Werke entstanden auf Finnisch, doch später arbeitete sie in deutscher Sprache. Sie schrieb für Kinder und Erwachsene. Ihre Bücher wurden in dreizehn Sprachen übersetzt. Marjaleena Lembcke war verheiratet, hatte einen Sohn und lebte in Greven. Ihre Bücher erscheinen aktuell beim Verlag Nagel & Kimche Verlag sowie beim Residenz Verlag.
Sechs ihrer Bücher fasste sie zu einer Reihe zusammen, in der die Ich-Erzählerin zunächst vier Jahre, im letzten Band achtzehn Jahre alt ist. Hierzu gehören Mein finnischer Großvater, Die Zeit der Geheimnisse, Der Sommer, als alle verliebt waren, Als die Steine noch Vögel waren, Und dahinter das Meer und Abschied vom roten Haus.

## Werke (Auswahl)
- Mein finnischer Großvater, 1993
- Die Zeit der Geheimnisse, 1995
- Der Sommer, als alle verliebt waren, 1997
- Als die Steine noch Vögel waren (Platz 1), 1998
- Der Schatten des Schmetterlings, 1998
- Finnische Tangos, 1999
- Und dahinter das Meer, 1999
- Abschied vom roten Haus, 2000
- Die Nacht der sieben Wünsche, 2000
- Das Eisschloß, 2001
- Ein Schrank voller Geheimnisse, 2001
- Polkabären, Apfelratten und andere Tiere, 2001
- Schon vergessen, 2001
- Die Geschichte von Tapani, vom Fernfahrer Frisch und der roten Ente, 2002
- In Afrika war er nie, 2003
- Weihnachten bei uns und anderswo, 2003
- Ein Märchen ist ein Märchen ist ein Märchen, 2004
- Die Fremde im Garten, 2005
- Liebeslinien, 2006
- Bärenpolka und Zauberflöte, 2007
- Der Gänsegeneral, 2008
- Ein neuer Stern, 2008
- Der Mann auf dem roten Felsen, 2008
- Hexenheim Horizont, 2009
- Hasenlenz, 2010
- Die Füchse von Andorra, 2010
- Eine Blattlaus wandert aus, 2011
- Wir bleiben nicht lange, 2016

## Auszeichnungen
- 1993: Kinder- und Jugendbuchliste des Saarländischen Rundfunks (Mein finnischer Großvater)
- 1996: Nominierung zum Österreichischen Kinder- und Jugendbuchpreis (Die Zeit der Geheimnisse)
- 1996: Arbeitsstipendium des Landes NRW
- 1997: Empfehlungsliste "Die Besten 7" (Der Sommer als alle verliebt waren)
- 1998: Empfehlungsliste "Die Besten 7" (Als die Steine noch Vögel waren)
- 1998: Jugendbuch des Monats Juli der Deutschen Akademie für Kinder- und Jugendliteratur (Als die Steine noch Vögel waren)
- 1999: Österreichischer Kinderbuchpreis, Nominierung für den Deutschen Jugendliteraturpreis, Auswahlliste zum Katholischen Kinderbuchpreis sowie Hörbuch des Jahres vom Hessischen Rundfunk (Als die Steine noch Vögel waren)
- 2000: Empfehlungsliste "Die Besten 7" (Abschied vom roten Haus)
- 2000: Nominierung zum Österreichischen Kinder- und Jugendbuchpreis (Und dahinter das Meer)
- 2001: Goldener Lufti (Als die Steine noch Vögel waren)
- 2003: Empfehlungsliste "Die Besten 7" (Die Geschichte von Tapani, dem Fernfahrer Frisch und der roten Ente)
- 2003: Empfehlungsliste "Die Besten 7" (In Afrika war er nie) im April und Mai
- 2003: LesePeter der Arbeitsgemeinschaft Jugendliteratur und Medien GEW (In Afrika war er nie)
- 2003: Empfehlungsliste Luchs (Literaturpreis), Die Zeit und Radio Bremen (In Afrika war er nie)
- 2004: Nominierung zum Evangelischen Buchpreis (In Afrika war er nie) und (Die Geschichte von Tapani, dem Fernfahrer Frisch und der roten Ente)
- 2005: Österreichischer Staatspreis für Kinder- und Jugendliteratur (Ein Märchen ist ein Märchen ist ein Märchen)
- 2005: Empfehlungsliste "Die Besten 7" (Die Fremde im Garten)
- 2005: Empfehlungsliste Luchs (Literaturpreis) (218), Die Zeit und Radio Bremen (Die Fremde im Garten)
- 2007: Empfehlungsliste "Die Besten 7" (Bärenpolka und Zauberflöte)
- 2007: Auswahlliste Deutscher Jugendliteraturpreis (Liebeslinien)
- 2008: Esel des Monats März (Hexenheim Horizont)
- 2008: Empfehlungsliste Luchs (Literaturpreis), (256), Die Zeit und Radio Bremen (Der Gänsegeneral)
- 2008: Empfehlungsliste "Die Besten 7" (Der Gänsegeneral)
- 2009: Nominiert für den Österreichischen Kinder- und Jugendpreis (Ein neuer Stern)
- 2011: Nominiert für den Evangelischen Buchpreis (Die Füchse von Andorra)
- 2012: Empfehlungsliste "Die Besten 7"  (Eine Blattlaus wandert aus)
- 2012: Deutscher Hörbuchpreis für Die Füchse von Andorra
- 2015: Österreichischer Kinder- und Jugendbuchpreis (mit Elsa Klever) für Eva im Haus der Geschichten